# M.C.B. Nielsen
Michael Cosmus Bornemann Nielsen (født 8. november 1847 i Langebæk, død 6. juli 1930) var en dansk provst og politiker. Han var medlem af Folketinget fra 1892 til 1898 og kultusminister i Zahles første regering fra 1909 til 1910. Han repræsenterede Det forhandlende Venstre i Folketinget, og blev senere Radikal.

## Levned
M.C.B. Nielsen var søn af provst Carl Nielsen (1805-1884) og hustru Eleonore Jacobine Amalie Holm (1807-1884). Han blev født i Langebæk øst for Vordingborg i 1847 og blev student fra Nykøbing Katedralskole i 1866 hvorefter han arbejdede med landbrug på gårde på sin hjemegn til han 1869 begyndte at studere at studere teologi. Nielsen blev cand.theol. i 1875 og var efterfølgende kapellan hos sin far i Kalvehave Sogn frem til 1880. Han blev sognepræst i Elling og Tolne Sogne. I 1884 blev han forflyttet til Oure og Vejstrup Sogne på Fyn, men fik 4 uger senere efter ansøgning tilladelse til alligevel at fortsætte i Elling. Samme år blev han provst i Horns Herred.
Nielsen blev sognepræst i Nysted Sogn i 1887 og sognepræst i Vemmelev og Hemmeshøj Sogne i 1897. Han blev tillige provst i Slagelse Herred i 1905. Han tog sin afsked som sognepræst og provst 1909. Fra 1911 til 1927 var han præst ved Det Harboeske Enkefruekloster i Købehavn.
Han var censor ved skolelæerereksamen fra 1895 til 1899 og 1909 til 1924. Han var medlem af bestyrelsen for Blindeinstituttet fra 1914 til 1918 og formand for Den sjællandske Åndssvageanstalt fra 1914 til 1924.
Kirkeligt tilhørte M.C.B. Nielsen grundtvigianismen. Han udgav i 1905 novellesamlingen Tre Fortællinger.

## Politisk karriere
M.C.B. Nielsen stillede op til folketingsvalget i 1890 i Slagelsekredsen men opnåede ikke valg. Han stillede op igen for Det forhandlende Venstre ved valget i 1892 i Bogensenkredsen hvor han blev valgt. Nielsen opnåede genvalg i valget i 1895, men genopstillede ikke ved folketingsvalget i 1898 efter flere uoverensstemmelser med sit parti, blandt andet vedrørende seminarie- og højskolelovene.
Senere nærmere hans politiske ståsted Venstrereformpartiet og fra oprettelsen i 1905 Det Radikale Venstre. Ved folketingsvalget i 1909 stillede han forgæves op i Ruds Vedbykredsen som radikal løsgænger, men blev senere samme år udnævnt til kultusminister i den første radikale regering under konseilspræsident C.Th. Zahle. Som minister ophævede han det cirkulære der forbød lærerne at udtale sig politisk, og gennemførte administrativ bestemmelser som gav menighederne indflydelse på præstevalg, hvilket senere blev fulgt op med lovgivning på området.
Han stillede igen op til Folketinget i Frederikshavnkredsen ved [[Folketingsvalget 1910]|folketingsvalget i 1910]], men han heller ikke valgt ved dette valg og stillede ikke op igen.

## Familie
M.C.B. Nielsen blev gift i 1876 i Vordingborg med Ane Caroline Emilie Teisen (1854-1937). Han var bror til købmand og dansk generalkonsul i Brasilien Emil Nielsen og far til tandlæge Carl Henrik Langebæk.

## Hæder
M.C.B. Nielsen blev udnævnt til ridder af Dannebrog i 1894.